# Горња Пачетина
Горња Пачетина је насељено место у саставу града Крапине у Крапинско-загорској жупанији, Хрватска. До територијалне реорганизације у Хрватској налазила се у саставу старе општине Крапина.

## Становништво
На попису становништва 2011. године, Горња Пачетина је имала 404 становника.

## Попис1991.
На попису становништва 1991. године, насељено место Горња Пачетина је имало 422 становника, следећег националног састава:
| Попис 1991.‍  | Попис 1991.‍  | Попис 1991.‍ | Попис 1991.‍ | Попис 1991.‍ |
| ------------ | ------------ | ----------- | ----------- | ----------- |
|              |              |             |             |             |
| Хрвати       | Хрвати       |             | 416         | 98,57%      |
| неопредељени | неопредељени |             | 1           | 0,23%       |
| непознато    | непознато    |             | 5           | 1,18%       |
| укупно: 422  |              |             |             |             |